# Ormosia emarginata
Ormosia emarginata är en ärtväxtart som först beskrevs av William Jackson Hooker och George Arnott Walker Arnott, och fick sitt nu gällande namn av George Bentham. Ormosia emarginata ingår i släktet Ormosia och familjen ärtväxter. Inga underarter finns listade i Catalogue of Life.